# Pregarc
Pregarc  je priimek več znanih Slovencev:
- Aleksij Pregarc (*1936), igralec, književnik in prevajalec
- Ida Pregarc (1897—1986), igralka
- Rade Pergarc (tudi Rado Pregarc) (1894—1952), igralec in pisatelj
- Vida Pregarc (1920—1942), aktivistka OF